# Dillwynia tenuifolia
Dillwynia tenuifolia é uma espécie de planta com flores da família Fabaceae, sendo endêmica do leste de Nova Gales do Sul. Trata-se de um arbusto ereto com folhas lineares e flores nas cores laranja-amarelado e vermelho.

## Descrição
Dillwynia tenuifolia é um arbusto ereto que geralmente atinge uma altura entre 0,6 e 1,0 metro, com caules cobertos por pelos curtos e curvados. Suas folhas são lineares, glabras ou, por vezes, peludas próximas à ponta, medindo de 4 a 12 mm de comprimento. As flores costumam aparecer isoladamente nas axilas das folhas ou nas extremidades dos ramos, sustentadas por um pedúnculo com menos de 3 mm de comprimento. Há brácteas e bractéolas de cerca de 1 mm de extensão. As sépalas têm de 4 a 5 mm de comprimento, enquanto a pétala padrão, de coloração laranja-amarelada e vermelha, mede entre 7 e 10 mm. A floração ocorre principalmente entre fevereiro e março, e o fruto é uma vagem de 4 a 5 mm de comprimento.

## Taxonomia e nomenclatura
Dillwynia tenuifolia foi formalmente descrita pela primeira vez em 1825 por Augustin Pyrame de Candolle em sua obra Prodromus Systematis Naturalis Regni Vegetabilis. O epíteto específico (tenuifolia) significa "de folhas finas".

## Distribuição e habitat
Essa espécie cresce em florestas entre a Planície de Cumberland [en], as Montanhas Azuis e o Vale Howes, nas regiões costeiras e de planaltos de Nova Gales do Sul.

## Conservação
Dillwynia tenuifolia é classificada como "vulnerável" pelo governo de Nova Gales do Sul, sob a Lei de Conservação da Biodiversidade de 2016. Uma população em Kemps Creek [en] é considerada uma "população ameaçada" pela mesma legislação. As principais ameaças à espécie e à população em risco incluem fragmentação de habitat, regimes inadequados de fogo, invasão de espécies invasoras e o uso de veículos recreativos.